# Рубан, Андрей Фролович
Андрей Фролович Рубан (1914-2007) — полковник Советской Армии, участник Великой Отечественной войны, Герой Советского Союза (1945).

## Биография
Андрей Рубан родился 5 ноября 1914 года в селе Мальцы (ныне — Миргородский район Полтавской области Украины). После окончания неполной средней школы и горного техникума работал на шахте в Приморском крае. В 1936 году Рубан был призван на службу в Рабоче-крестьянскую Красную Армию. В 1939 году он окончил Харьковскую военную авиационную школу лётчиков, в 1941 году — 2-ю Высшую авиационную школу штурманов. С августа 1941 года — на фронтах Великой Отечественной войны. В боях был ранен.
К марту 1945 года майор Андрей Рубан был штурманом 990-го ночного бомбардировочного авиаполка 313-й ночной бомбардировочной авиадивизии 15-й воздушной армии 2-го Прибалтийского фронта. К тому времени он совершил 835 боевых вылетов на бомбардировку скоплений боевой техники и живой силы противника, его важных объектов, нанеся ему большие потери.
Указом Президиума Верховного Совета СССР от 18 августа 1945 года за «образцовое выполнение боевых заданий командования по уничтожению живой силы и техники противника и проявленные при этом мужество и героизм» майор Андрей Рубан был удостоен высокого звания Героя Советского Союза с вручением ордена Ленина и медали «Золотая Звезда» за номером 8004.
После окончания войны Рубан продолжил службу в Советской Армии. В 1951 году он окончил Военно-воздушную академию. В ноябре 1966 года в звании полковника Рубан был уволен в запас. Проживал и работал в Харькове. 
Скончался 21 августа 2007 года.
Был награждён двумя орденами Ленина, двумя орденами Красного Знамени, орденами Александра Невского и Отечественной войны 1-й степени, двумя орденами Красной Звезды, рядом медалей, а также украинским орденом Богдана Хмельницкого III степени (5.05.1999).